# Томашевський Михайло Петрович

Михайло Томашевський в ролі Євгенія Онєгіна в однойменній опері П. Чайковського.

Михайло Петрович Томашевський (нар. 20 вересня (2 жовтня) 1880, с. Олишівка, Чернігівщина —  пом. 27 серпня 1960, Саратов) — артист опери (баритон), концертний співак, педагог.

## Біографічні відомості
У 1906–1908 (1911) роках навчався спіпу в Петербурзькій консерваторії (клас С. І. Габеля). Виступав на оперних сценах Петербурга, Тифліса, Вільно (нині Вільнюс), Москви, Саратова, Петрограда, Києва, Одеси, Баку, Ленінграда.
Мав сильний, рівний у всіх регістрах голос широкого діапазону, відзначався драматичним хистом.
Часто організовував українські концерти, в яких виконував твори Г. Г. Верьовки, М. І. Вериківського, В. С. Косенка, М. Лисенка, Л. М. Ревуцького, П. І. Сениці, Я. Степового.
У 1935 році був репресований і висланий до Саратова.
В 1935–1956 роках викладав в Саратовській консерваторії (з 1952 року — професор).

## Партії
- Алеко («Цигани» К. Галкаускаса)
- Леско («Манон» Ж. Массне)
- Сальєрі («Моцарт і Сальєрі» М. Римського-Корсакова)
- Жорж Жермон («Травіата» Дж. Верді)
- Фігаро («Севільський цирульник» Дж. Россіні)
- Руслан («Руслан і Людмила» М. Глінки)
- Князь Ігор (однойм. опера А. Бородіна)
- Демон (однойм. опера А. Рубінштейна)
- Мазепа (однойм. опера П. Чайковського)
- Євген Онєгін (однойм. опера П. Чайковського)
- Григорій Грязной («Царева наречена» М. Римського-Корсакова)
- Султан («Запорожець за Дунаєм» С. Гулак-Артемовського)
- Граф де Невер («Гугеноти» Дж. Мейєрбера)
- Ренато («Бал-маскарад» Дж. Верді)
- Ріголетто (однойм. опера Дж. Верді)
- Яго («Отелло» Дж. Верді)
- Скарпіа («Тоска» Дж. Пуччіні)
- Вольфрам фон Ешенбах («Тангейзер» Р. Вагнера)
- Фаніналя («Кавалер троянд» Р. Штрауса)